# Jens Klausen
Jens Erik Stubkjær Klausen (født 3. november 1936 i Ryde ved Vinderup) er en dansk dyrlæge og tidligere politiker. Han sad i Folketinget for Fremskridtspartiet i 1973-1974.

## Opvækst og uddannelse
Jens Klausen er søn af ejendomsmægler Herman Klausen. Han fik præliminæreksamen fra Viborg private Realskole i  1953 og nysproglig studentereksamen fra Rønde Kursus i 1956. Fra 1956 til 1963 læste han til dyrlæge på Landbohøjskolen.

## Dyrlæge
Jens Klausen startede sin dyrlægekarriere på en landpraksis i Vendsyssel i 1963. Han oprettede 1. februar 1964 Midtjysk Dyreklinik i Viborg, som voksede sig til blive Danmarks største dyrehospital. Klinikken behandlede både kæledyr som hunde og katte og større husdyr som heste, køer og svin. Den var kendt for at have verdens første svømmebassin til genoptræning af skadede heste som blev indrettet i 1966.
Klausen fik konstateret allergi overfor mange dyr og især heste i 1984, så han afhændede klinikken og flyttede i 1988 til Spanien. I 1992 begyndte at hjælpe en lokal dyrlæge i Nerja med operationer uden at allergien gav problemer. Da dyrlægen i Nerja blev stadsdyrlæge i 1995, købte Klausen hans klinik som han havde til år 2000. Han drev også en dyrlægeklinik i Mijas fra 1998 til 2002. Han drev klinik i Cómpeta indtil gik på pension som 76-årig i 2013 efter at have fået konstateret makuladegeneration (no) (aldersrelateret svagsyn) på venstre øje.

## Politisk karriere
I 1973 blev Klausen medlem af bestyrelsen i Fremskridtspartiets vælgerforening i Viborg, og ved folketingsvalget i 1973 var har opstillet for partiet i Skivekredsen og Viborgkredsen. Han fik ved valget 8.275 stemmer (heraf 1.353 personlige) hvilket gav ham i et kredsmandat i Viborg Amtskreds. Klausen nedlagde folketingsmandatet 
15. oktober 1974 og blev afløst i Folketinget af Hans Bach.

## Privatliv
Jens Klausen har været gift 4 gange og har 6 børn i Danmark. Han flyttede til Spanien i 1988 og har pr. 2017 boet i Cómpeta siden 1991.